# Missa Concertante
Die Missa Concertante ist eine Messe des norwegischen Komponisten Marcus Paus. Sie wurde 2008 geschrieben und  in jenem Jahr beim Internationalen Kirchenmusikfestival Oslo erstmals vom Osloer Kammerchor, dem Domorganisten Kåre Nordstoga, dem Saxophonisten Rolf Erik Nystrøm, der Schlagzeugerin Katrine Nyheim und dem Oslo String Quartet uraufgeführt. Basierend auf der traditionellen  Messliturgie enthält es auch Konzertelemente. Die Arbeit wurde von Musikkritikern gelobt und war Paus’ erste bemerkenswerte Arbeit in der Kirchenmusik.
Die Missa enthält die Teile Kyrie, Gloria, Credo, Sanctus und Agnus Dei; ihre Aufführung dauert etwa 45 Minuten. Das Werk wurde von der Internationalen Kirchenmusikfestival Oslo in Auftrag gegeben.